# سنگ‌نگاره نبرد شاپور دوم
نبرد شاپور دوم نقشی حجاری شده در نقش رستم است.
در زیر آرامگاه داریوش دوم صحنهٔ نبردی کنده‌کاری شده که ۷٫۶۰ متر طول و در حدود ۳ متر عرض دارد و سوار تاجداری را نشان می‌دهد که نیزهٔ بلندی را در گردن دشمنی سواره، فروکرده‌است. تاریخ این نقش و هویت شاه پیروزمند، مشخص نیست؛ ولی هنینگ و اشمیت آن را متعلق به دورهٔ شاپور دوم می‌دانند چون با آنکه شکل تاج شاه آسیب دیده‌است، هنوز کنگره‌های آن را می‌توان تشخیص داد و شباهت آن با تاج شاپور دوم انکارکردنی نیست. گوی بزرگ شاهنشاهی و دیهیم و نوارهای افشان آن، تاج را مزین کرده‌است. چهرهٔ سوار آسیب دیده، اما ریش و حلقهٔ آن به‌خوبی پیداست.
پادشاه گوی‌هایی بر شانه دارد و تن و دست‌وپایش در زره پوشیده‌است و کفش و کمرش نوار شاهی دارد و ترکش بزرگی بر رانش آویخته است؛ اسب شاه در تاخت است و گوی تزئینی از زین و برگش آویخته و دم گره‌خورده دارد.
درفش‌دار، جوان و بی‌ریش است و کلاه بزرگان (تقریباً استوانه‌ای بلند) بر سر نهاده و زره پوشیده‌است و بر اسبی سوار است و درفش را با دو دست نگه داشته. درفش، شیئی میله‌مانند و افقی است که سه گوی نواردار بر بالای آن وصل است و دو منگولهٔ بزرگ از گوشه‌هایش آویخته و دسته‌اش چون ساقهٔ نیزه عمودی بدست گرفته شده‌است.
نقش سوار شکست‌خورده و اسب وی آسیب بسیار دیده‌است. اسب از ضرب نیزهٔ شاه پیروز از جای کنده شده و در حال زمین‌خوردن است. این سوار کلاهی نیم‌استوانه‌ای و گوی‌دار دارد و نوارهای دیهیمش و گوی کلاهش ثابت می‌کند که وی از تاجداران بوده‌است، کفش وی نیز نواردار است و تنش زره‌پوشیده می‌باشد. اما دیگر مشخصاتش آشکار نیست.
چیزی که این نقش را از دیگر نقوش نقش رستم متمایز می‌کند، اندازهٔ اسب‌ها است که برخلاف معمول، بسیار بزرگ نشان داده شده‌اند و همین، تعلق این اثر به دورهٔ بهرام دوم را ثابت می‌کند.